# Olonetsien
L’olonetsien, également appelé livvi ou carélien d'Aunus, est une langue fennique de la famille des langues ouraliennes. Il est parlé par les Olonetsiens dans le raïon d’Olonets, dans l’ouest du raïon de Priaja et dans le sud-ouest du raïon de Kontupohja ainsi que dans l’oblast de Léningrad en Russie.